# Por guardar el secreto
Por guardar el secreto es un cuento del escritor ecuatoriano Enrique Gil Gilbert, publicado en 1930 como parte del libro de relatos Los que se van. La trama cuenta la historia de Manuel Briones, un hombre que llega a trabajar a una hacienda sin saber que el dueño de la misma era su padre, hecho que produce rumores sobre su origen que terminan desencadenando una desgracia.
La historia posee similitudes con la tragedia griega de Edipo rey, aunque en el caso del cuento los eventos se desarrollan en el área rural del campo ecuatoriano.

## Argumento
Manuel Briones llega un día a solicitar empleo a la hacienda de Don Pablo, quien se incomoda al constatar que tenían el mismo apellido. Don Pablo decide de todos modos darle trabajo, luego recuerda la relación que había tenido muchos años atrás con una mujer llamada Zoila y los rumores sobre su supuesto embarazo de él, que en ese entonces había ignorado. Manuel se muda con su madre a la hacienda y empieza a trabajar, pero recibe de forma constante las burlas de los otros trabajadores, quienes aseguraban que su madre y el patrón tenían una aventura amorosa, lo que enfurecía a Manuel y lo lleva a odiar a Don Pablo.
Una noche, Manuel entra a su casa y le parece ver a Don Pablo abusando sexualmente de su madre en su cama. La rabia que sentía hacia él aumenta aún más y una voz empieza a empujarlo a asesinarlo, lo que finalmente hace como forma de restaurar el honor de su familia. Luego de cometer el crimen es condenado a 16 años de reclusión y enviado a la cárcel de Quito. Cuando su madre lo visita y le pregunta por qué lo había hecho, él le responde que es lo que su padre habría hecho. Entonces ella le confiesa la verdad: Don Pablo era su padre.

## Análisis
Como el resto de cuentos del volumen, Por guardar el secreto centra su trama en personajes provenientes de sectores rurales ecuatorianos y adopta la fonética de la oralidad montuvia, aunque en menor proporción que otros cuentos del libro. Uno de los recursos estilísticos más comunes para reproducir el habla rural es la utilización de barbarismos creados a partir de la sustitución de letras, como la «r» en lugar de la «l» (en vocablos como «Manuer» o «der») o la «s» en reemplazo de la «d» (por ejemplo en «verdás»). Otras técnicas incluyen la aféresis (al suprimir las dos primeras letras de la palabra «está» y transformarla en «ta»), la síncopa (específicamente para eliminar la letra «d» en verbos en participio como «entenao») y la apócope (al acortar la palabra «para» en «pa»). Una excepción al uso de estos recursos lo conforma el narrador de la historia, que a menudo explora los pensamientos de los personajes y utiliza un lenguaje más formal que ellos, aunque también adopta características del habla rural, como el uso de frases cortas.
La trama de la historia presenta varias dinámicas sociales de la sociedad ecuatoriana de la época. Entre ellas lo común que era para los patrones aprovecharse sexualmente de las mujeres de clase baja que habitaran en sus propiedades, muchas veces produciendo hijos ilegítimos. Al respecto, Don Pablo afirma que «era algo que se hacía sin que a nadie le llamara la atención». También se observa el machismo presente en la diferencia de estándares con que las mujeres eran juzgadas con respecto a los hombres, pues a pesar de que ambos habían participado en la relación, Don Pablo se desentiende del embarazo de Zoila insinuando que no podía confiar en su castidad. Sobre la razón por la que Zoila nunca había revelado la verdad sobre la paternidad de Manuel, ella afirma que era «Porque er quería casarse», aludiendo al hecho de que en un sistema de castas como el existente en el Ecuador de ese entonces, una persona del nivel socioeconómico de Don Pablo jamás se habría casado con alguien como Zoila.
De acuerdo al crítico español Juan Manuel Rodríguez López, algunos elementos de la trama le restan credibilidad al relato, como el hecho de que Manuel tuviera el mismo apellido que su padre a pesar de no haber sido reconocido legalmente por él o que Zoila aceptara que su hijo trabaje en la hacienda de su padre y que se muden allá. Rodríguez López afirmó además que la revelación final sobre la paternidad de Pablo resultó previsible.